# František Xaver Dušek
František Xaver Dušek (gedoopt Chotěborky, 8 december 1731 - Praag, 8 december 1799) was een Tsjechische componist. Tevens was hij een van de belangrijkste klavecinisten en pianisten van zijn tijd en gaf hij muziekles. Dušek dient niet verward te worden met de Tsjechische koorleider František Dussek, wiens achternaam in het Tsjechisch ook als “Dušek” wordt gespeld.

## Biografie
Dušek werd geboren in een boerenfamilie, en kreeg zijn eerste muzieklessen van de schoolmeester in het dorp. Zijn muzikale talent werd opgemerkt door Graaf Johann Karl Sporck, die hem in staat stelde om te studeren aan het Jezuïtische gymnasium van Hradec Králové, waar hij voorbereid werd op een leven als priester. Later studeerde hij compositie en orgel in Praag en klavecimbel in Wenen bij Georg Christoph Wagenseil. 
In 1770 vestigde hij zich in Praag, waar hij zich ontpopte als een invloedrijk muziekleraar en pianist. Hij richtte er ook de eerste pianoschool op, die vele begaafde musici zou voortbrengen. Onder deze musici was ook de pianiste en zangeres Josefina Hambacher, met wie hij in 1776 trouwde. De Bertramka villa, hun zomerhuis in de wijk Kosiře, werd bezocht door musici uit binnen- en buitenland, en had een belangrijke plaats in het Praagse muziekleven. Het echtpaar Dušek organiseerden er vaak muziekavonden waar ze zowel beginnende als gevestigde musici uitnodigden. Componist Wolfgang Amadeus Mozart voltooide in Bertramka zijn opera “Don Giovanni” (1787) en waarschijnlijk ook de opera “La Clemenza di Tito” (1791). Dušeks vrouw zong belangrijke sopraanrollen in opera’s van Mozart, en de concertante aria “Bella mia Fiamma” schreef hij speciaal voor haar. In de Bertramka villa bevindt zich tegenwoordig een Mozart-museum. 

## Muziek
Dušek schreef onder andere 37 symfonieën, 36 blaassextetten, 26 strijkkwartetten en 16 pianosonates. Verder schreef hij diverse liederen en andere ensemblewerken. Zijn stijl varieert tussen galante stijl en hoogklassiek, maar men kan ook barokke elementen terugvinden. Zijn melodieën hebben soms een typisch Tsjechisch karakter. Ook vertonen de in mineur geschreven delen van zijn composities soms melancholische trekken.